# بی‌تی اسپورت
بی‌تی اسپورت (انگلیسی: BT Sport) یک شبکه تلویزیونی ورزشی متعلق به گروه بی‌تی است که در کشورهای بریتانیا و ایرلند برنامه پخش می‌کند.
این شبکه که در سال ۲۰۱۳ تأسیس شده مقر آن در المپیک پارک لندن است. بی‌تی اسپورت مسابقات ورزشی همچون لیگ برتر فوتبال انگلستان، جام حذفی فوتبال انگلستان، پرمیرشیپ اسکاتلند، بوندس لیگا، سری آ، لیگ ۱  و همچنین مسابقات راگبی، کریکت، تنیس و موتورسواری را تحت پوشش زنده و خبری قرار می‌دهد.